# Furness Railway Classe K2

La Furness Class 21 (Classificata in seguito Furness Railway Classe K2 da Bob Rush) o "Larger Seagulls" fu una classe di locomotive con rodiggio 4-4-0 (Sistema inglese) britannica create da William Frank Pettigrew e costruite dalla Sharp, Shewart and company di Glasgow per La Furness Railway. Sei furono costruite in 1896, con 2 unità aggiuntasi nel 1900. Erano ideate per sostituire le precedenti 120 o K1 class e furono in seguito rimpiazzate dalle 115 class nel 1920. 

## Numerazione
Le prime sei locomotive del 1896 ottennero i numeri 21, 22, 34, 35, 36 e 37 della FR. Nel 1900, le 2 unità aggiuntiva ottennero i numeri 124 e 125. Nel 1913, numeri 34 e 37 vennero adattati con surriscaldatori Phoenix sperimentali, ma vennero tolti l'anno dopo. A questo punto, numeri 21, 22, 34 e 35 furono rinumerati dal 44 al 47.
Con il railway act del 1921 e il grouping del 1923, le locomotive della FR divennero proprietà della LMS, tutte le 8 locomotive erano ancora in servizio e ricevettero i numeri dal 10135 al 10142. Continuarono a servire la linea tra Barrow e Whitehaven fino agli anni '30 quando vennero tutte ritirate e rottamate.

## Il ritiro dal servizio
Tutte le locomotive vennero ritirate e rottamate tra il 1929 e il 1931.
| Anno | Quantità delle locomotive in servizio all'inizio dell'anno | numero dei ritiri | Numeri delle locomotive | Note |
| ---- | ---------------------------------------------------------- | ----------------- | ----------------------- | ---- |
| 1929 | 8                                                          | 6                 | 10135/38-42             |      |
| 1930 | 2                                                          | 1                 | 10137                   |      |
| 1931 | 1                                                          | 1                 | 10136                   |      |

## L'impatto della K2 class su Il Trenino Thomas
La K2 class è servita come ispirazione del reverendo Wilbert Awdry, creatore di Trenino Thomas e della Railway Series, per il design di Edward the blue Engine, primo protagonista della serie nel primo libro The Three Railway Engines con tender, cabina e caldaia modificate (Probabilmente un errore del secondo illustratore dei libri, Reginald Dalby).